# District de Qixia
Pour les articles homonymes, voir Qixia (homonymie).
Le district de Qixia (栖霞区 ; pinyin : Qīxiá Qū) est une subdivision administrative de la province du Jiangsu en Chine. Il est placé sous la juridiction de la ville sous-provinciale de Nankin (Nankin).